# Proton Persona
Der Proton Persona ist ein Wagen der Kompaktklasse, der seit 2007 vom malaysischen Automobilhersteller Proton gebaut wird.

## 1. Generation (CM6; 2007–2016)

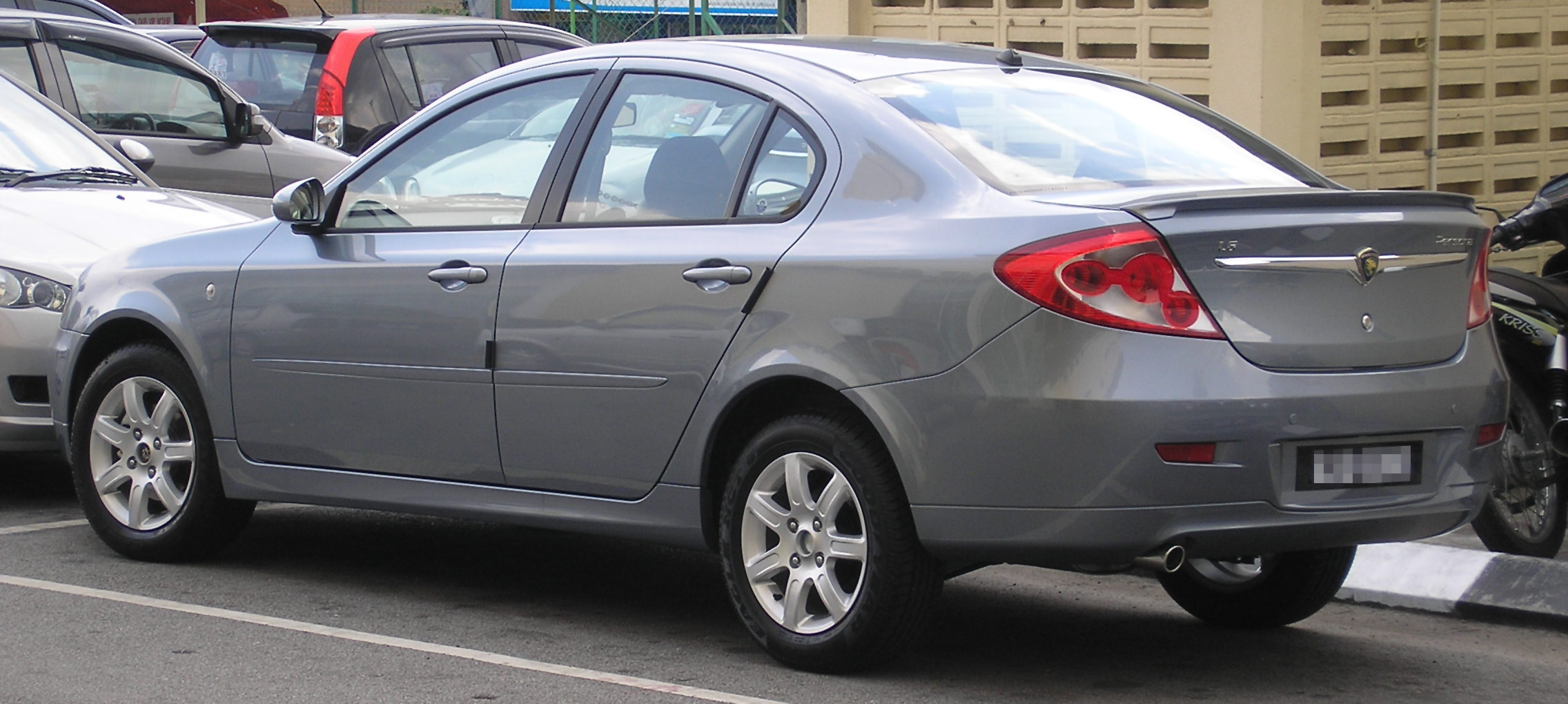
Proton Persona

Die erste Generation wurde bei Proton vom Designer Azlan Othman entworfen und ersetzte die Limousinenvariante des erfolgreichen Wira, der auf einigen Exportmärkten bereits als Persona vermarktet wurde.
Der Wagen ist als viertüriges Stufenheck erhältlich und basiert auf der gleichen Plattform wie die Modelle GEN•2 und Satria Neo. Es gibt auch ein Sondermodell Proton Persona SE. Alle Persona-Modelle werden derzeit im Werk Tanjung Malim in Perak hergestellt. Seit 2012 wird mit dem Proton Prevé eine ähnliche Limousine angeboten, aufgrund der weiterhin hohen Nachfrage produzierte Proton den Persona aber bis 2016 weiter.

### Beschreibung

#### Karosserie
Der Proton Persona ist im Wesentlichen eine Limousinenvariante der Schräghecklimousine GEN•2, die 2004 eingeführt wurde. Die Namensbezeichnung wurde von den Exportmodellen des Vorgängermodells Wira für die europäischen und australischen Märkte übernommen. Er richtet sich damit an den Kundenkreis des Gn-2, der GEN-2 bleibt jedoch in Produktion.
Der größte Unterschied zwischen den beiden Modellen ist der größere Kofferraum des Persona, da  auf dem Heimatmarkt die Malaysier Limousinenfahrzeuge bevorzugen. Die höhere Dachlinie gegenüber dem GEN-2 hat im Innenraum auch eine größere Kopffreiheit auf der Rücksitzbank zur Folge.

#### Innenraum
Der Persona bietet im Unterschied zum GEN-2 ein Handschuhfach. Die auffällige Analoguhr im GEN-2 wurde durch ein digitales Exemplar ersetzt, das nun in den Instrumentenhalter integriert ist. Außerdem wurden die Türverkleidungen so überarbeitet, dass ergonomischere Schalter für die elektrischen Fensterheber und bessere Türgriffe eingebaut werden konnten, und die Pseudo-Sportsitze wurden durch konventionellere, aber bequemere Sitze ersetzt. Die Verarbeitungsqualität wurde erheblich gesteigert und auch die Fahrwerkseinstellungen überarbeitet, die nun einen höheren Komfort versprechen.
In der überarbeiteten Version des GEN-2, die am 3. März 2008 vorgestellt wurde, findet auch die Innenausstattung des Persona Verwendung.

#### Motor
Der 1,6-Liter-Vierzylinder-Reihenmotor aus der Campro-Serie ist das gleiche 112 PS-Aggregat (82 kW), das auch bei anderen Proton-Modellen eingesetzt wird, aber mit einer überarbeiteten Ölwanne, die robuster ist. Eine korrigierte Steuerung des Automatikgetriebes vermeidet das allzu häufige Schalten und kaschiert etwas die bekannte Drehmomentschwäche des Campro-Motors in den unteren und mittleren Drehzahlbereichen. Seit Anfang 2008 wird der Persona auch mit den neuen Campro-Motoren mit variabler Ansaugung ausgestattet, was zu Verbesserungen hinsichtlich der Drehmomentschwäche führt.

### Modellpflege

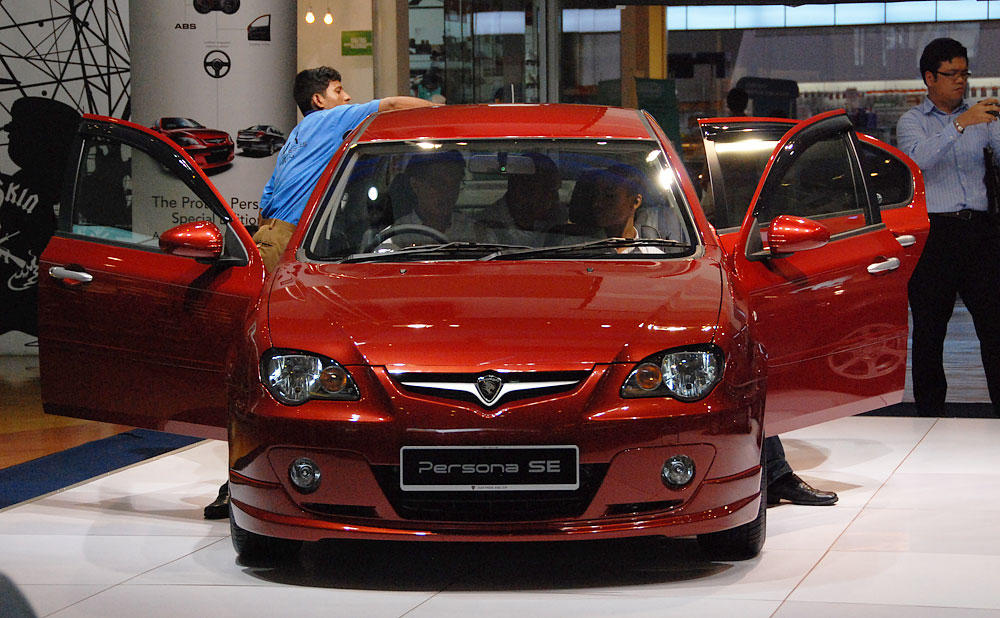
Proton Persona SE

- 2008: Ein Campro-Motor mit variablem Ansaugtrakt (IAFM) wird in allen Ausstattungsvarianten eingeführt. Die Proton-Embleme sind nun in Schwarz und Silber gehalten, anstatt in Blau und Gold, wie bisher. Am 26. August wurde der Persona SE eingeführt. Er entstand nach Wünschen von Persona-Kunden.[1] Der Persona SE besitzt ein Karosseriepaket, verschiedene Alufelgen stehen zur Auswahl, mattsilberne Türgriffe und einen ebensolchen Kühlergrill, Lederausstattung und ein GPS-Navigationssystem an der Windschutzscheibe, das SD-Karten beinhaltet. Er ist in den Sonderfarben Blue Haze (Blau) und Brilliant Red (Rot) erhältlich.[1]
- 2009: Keine Veränderungen außer der Inschrift im Kennzeichenrahmen „2008 Best Model of the Year by Frost & Sullivan“ anstatt wie bisher „Our Pride and Joy“

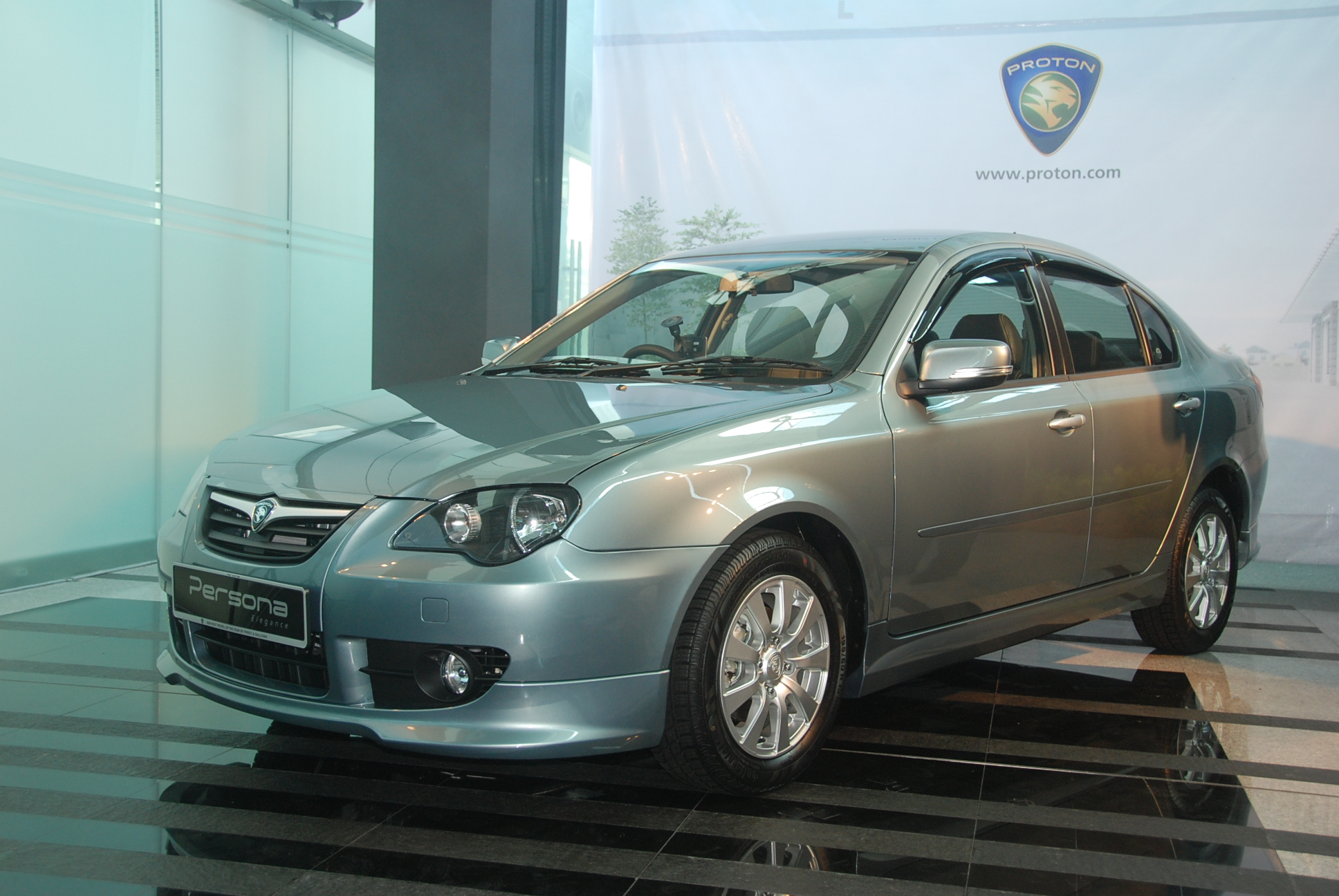
Proton Persona Elegance

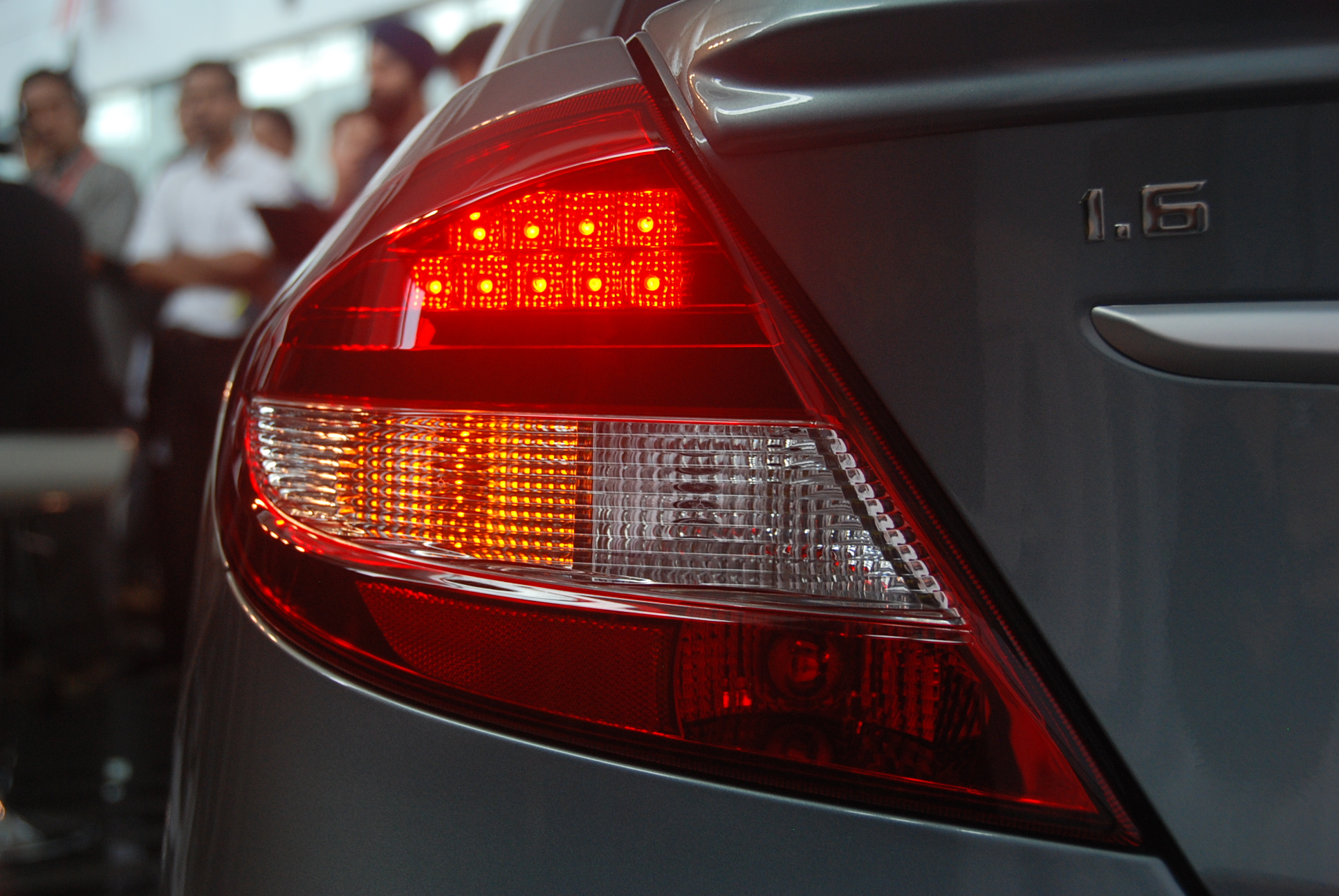
Proton Persona Elegance

- 2010: Der Persona erhält am 18. März ein Facelift und den neuen Namen Proton Persona Elegance. Er bekommt neue Scheinwerfer, einen modifizierten Kühlergrill, Front- und Heckstoßfänger, eine verbesserte Karosserie und LED-Rückleuchten. Die Motorleistung bleibt gleich, aber eine neue 32-bit-Motorsteuerung von VDO findet Verwendung.[2]

### Aufnahme am Markt
Da die Preisgestaltung sehr attraktiv war (mit RM 44.999 bis RM 55.800 – rund 9.200 EUR bis 11.400 EUR – damit ca. RM 10.000 billiger als der GEN-2), überstieg die Nachfrage die Lieferfähigkeit. Bereits vor der Präsentation des Fahrzeuges gingen über 2000 Bestellungen ein. Innerhalb von zwei Wochen nach der Vorstellung stieg die Zahl auf 11.000. Wiederum zwei Wochen später gab es bereits 19.000 Bestellungen. Ursprünglich sollten vom Persona von Produktionsbeginn an 4000 Fahrzeuge pro Monat gebaut werden, aber Proton hat sich entschieden, die Fertigung erst nach und nach auf die veranschlagten 4000 Autos pro Monat auszuweiten, um so der unerwarteten Nachfrage nachkommen zu können.
Infolge der Vorstellung des Persona fielen die Verkaufszahlen des Waja und des GEN-2 so deutlich, dass viele Proton-Händler hohe Rabatte von bis zu RM 9000 anboten, um ihre verbliebenen Exemplare von Waja und GEN-2 abverkaufen zu können. Durch den Einbau des neuen Campro-CPS-Motors in den Waja und den GEN-2 wurde dieser Trend gestoppt, und die beiden Modelle besetzen nun auch ein etwas luxuriöseres Marktsegment als der Persona.

#### Exportmarkt
Am 10. März 2008 gab die britische Proton-Dependance bekannt, dass der Proton Persona nun unter dem Namen Proton GEN•2 Persona auf dem britischen Markt angeboten werde, wogegen in anderen Ländern, wie Singapur oder Australien, der Wagen weiterhin als Persona angeboten wurde. Außer in Großbritannien heißt der Persona noch in Indonesien Gen-2 Persona. Auch in Saudi-Arabien (22. November 2008) und in Ägypten (24. November 2008) wurde der Persona eingeführt, in Ägypten zusammen mit dem Gen-2.
Obwohl der Persona 2008 offiziell in Großbritannien angeboten wurde, wurden nur vier Exemplare verkauft, und die Society of Motor Manufacturers and Traders ordnete dieses Modell damit unter den am wenigsten verkauften in Großbritannien ein.

#### Preise
Bei den Asian Auto-Bosch Fuel Efficiency Awards 2008 erreichte der Proton Persona den ersten Platz in der Kategorie Familienlimousine mit einem Benzinverbrauch von nur 6,6 Liter auf 100 km. Auch wurde der Persona 2008 von Frost & Sullivan zum besten Auto des Jahres gekürt.

### Technische Daten
|                                             | 1.6                         |
| Bauzeitraum                                 | 2007–2016                   |
| Motorkenndaten                              |                             |
| Motortyp                                    | R4-Ottomotor                |
| Hubraum                                     | 1597 cm³                    |
| max. Leistung bei min−1                     | 82 kW (111 PS) / 6500       |
| max. Drehmoment bei min−1                   | 148 Nm / 4000               |
| Kraftübertragung                            |                             |
| Antrieb                                     | Vorderradantrieb            |
| Getriebe, serienmäßig                       | Schaltgetriebe              |
| Getriebe, optional                          | (Stufenloses Getriebe)      |
| Messwerte                                   |                             |
| Länge × Breite × Höhe                       | 4477 mm × 1725 mm × 1438 mm |
| Höchstgeschwindigkeit                       | 190 km/h (185 km/h)         |
| Beschleunigung, 0–100 km/h                  | 11,5 s (13,9 s)             |
| Kraftstoffverbrauch auf 100 km (kombiniert) |                             |
| Tankinhalt                                  | 50 l                        |

## 2. Generation (BH6; seit 2016)
Die zweite Generation des Persona wurde am 23. August 2016 in Shah Alam vorgestellt. Im April 2019 und im August 2021 wurde das Fahrzeug überarbeitet. Es basiert auf dem Proton Iriz.

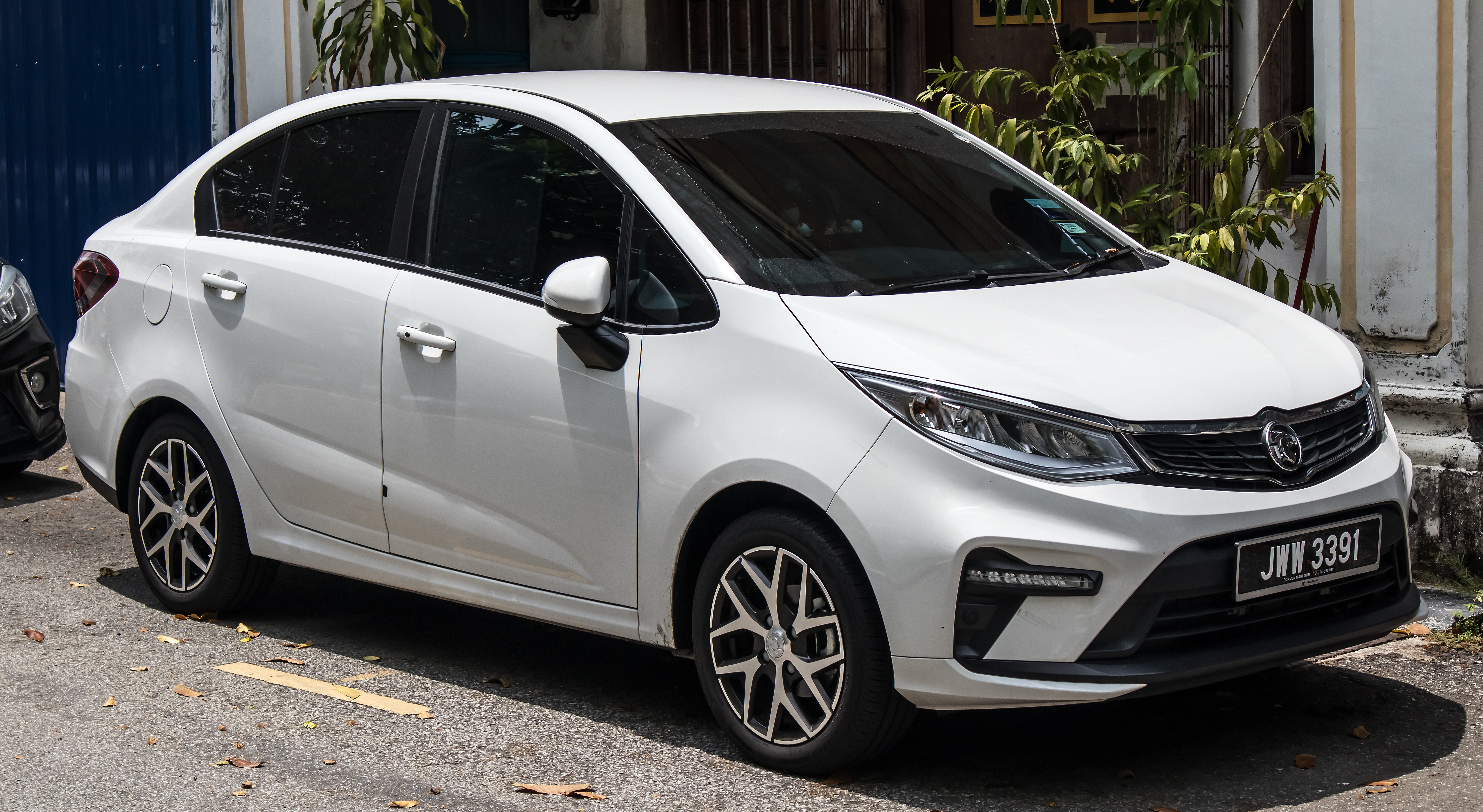
Proton Persona (seit 2021)
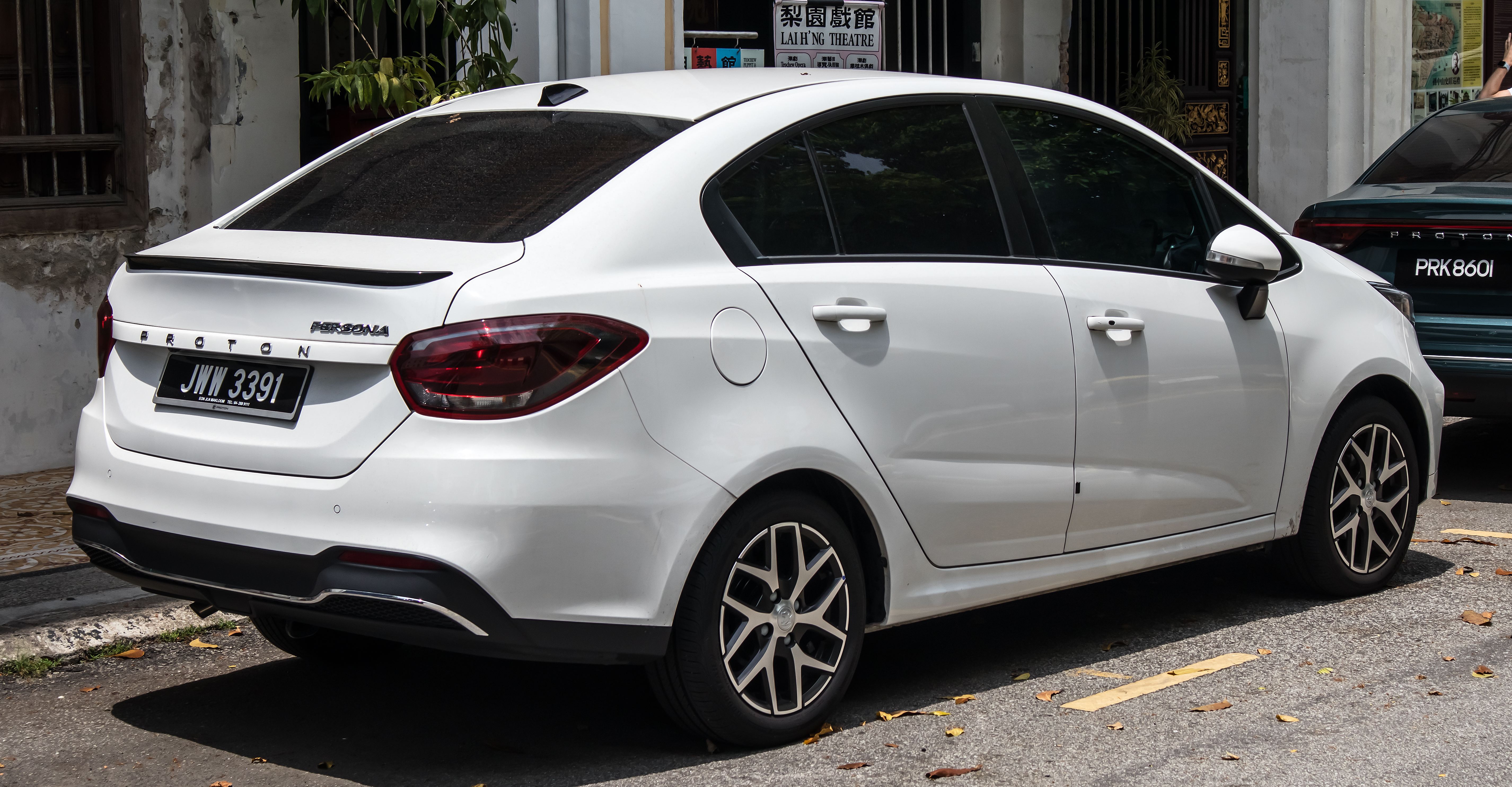
Heckansicht

### Technische Daten
|                                             | 1.6                       |
| Bauzeitraum                                 | seit 2016                 |
| Motorkenndaten                              |                           |
| Motortyp                                    | R4-Ottomotor              |
| Hubraum                                     | 1597 cm³                  |
| Verdichtungsverhältnis                      | 10 : 1                    |
| max. Leistung bei min−1                     | 80 kW (109 PS) / 5750     |
| max. Drehmoment bei min−1                   | 150 Nm / 4000             |
| Kraftübertragung                            |                           |
| Antrieb                                     | Vorderradantrieb          |
| Getriebe, serienmäßig                       | 5-Gang-Schaltgetriebe     |
| Getriebe, optional                          | (Stufenloses Getriebe)    |
| Messwerte                                   |                           |
| Höchstgeschwindigkeit                       | 170 km/h                  |
| Beschleunigung, 0–100 km/h                  | k. A. (10,9 s)            |
| Kraftstoffverbrauch auf 100 km (kombiniert) | 5,6 l Super (6,1 l Super) |